# Доњи Исток
Доњи Исток (алб. Istog i Poshtëm) је насељено место у општини Исток, на Косову и Метохији. Према попису становништва из 2011. у насељу је живело 597 становника.

## Становништво
Према попису из 2011. године, Доњи Исток има следећи етнички састав становништва:
| Националност             | 2011.        |
| Албанци                  | 477 (79,90%) |
| Египћани                 | 99 (16,58%)  |
| Ашкалије                 | 16 (2,68%)   |
| Бошњаци                  | 2 (0,33%)    |
| неизјашњени и недоступно | 3 (0,51%)    |
| Укупно                   | 597          |

| Демографија | Демографија | Демографија |
| Година      | Становника  | Становника  |
| ----------- | ----------- | ----------- |
| 1948.       | 444         |             |
| 1953.       | 777         |             |
| 1961.       | 942         |             |
| 1971.       | 1.270       |             |
| 1981.       | 1.637       |             |
| 1991.       | 1.787       |             |
| 2011.       | 597         |             |